# جان گیلروی (هنرمند)
جان توماس یانگ گیلروی (به انگلیسی: John Thomas Young Gilroy) (زادهٔ ۳۰ می ۱۸۹۸ در ویتلی‌بی، انگلستان - درگذشتهٔ ۱۱ آوریل ۱۹۸۵)، هنرمند و تصویرگر انگلیسی است که بیشتر به خاطر پوسترهای تبلیغاتی برند گینس شناخته می‌شود. او در دانشگاه دورام و کالج هنر سلطنتی لندن تحصیل کرد. گیلروی در آژانس تبلیغاتی اس. اچ. بنسون کار کرد و با دوروتی ال. سایرز همکاری داشت. او آثارش را با نام «گلیروی»(Gilroy) امضا می‌کرد.